# كتاب الآخرة
| t | G1 | Y1 | Z11 · t | N15 |

| t | G1 | Y1 | Z11 · t | N15 |

كتاب الآخرة (بالهيروغليفية: 𓏏𓄿𓏛𓏏𓏶𓇽 وتنطق حرفيا:«تا مجات إمي دوات»  (ومعناه: الكتاب الذي فيه عن العالم الآخر) أو مختصرة «امي دوات»  وبالإنجليزية:Am-Duat)  أحد النصوص الجنائزية المصرية القديمة الهامة التي ترجع لعصر الدولة الحديثة. كغيرها من النصوص الجنائزية، عثر عليها مكتوبة داخل قبور الملوك، إلا أنها - على عكس بعض النصوص الجنائزية الأخرى - ظلت تستخدم لملك أو أحد النبلاء المقربين فقط حتى عصر الأسرة الحادية والعشرين. يصف كتاب الآخرة رحلة أنتقال المتوفى من الدنيا إلى العالم الآخر، ما يقابله من الألهة وصعوبات تهددة في الطريق وما يعينه عليها من تعاويذ، وامتحان الحساب عن أعماله في الدنيا أمام الإلهين أنوبيس وتحوت، ثم مصيره بعد ذلك. كلمة دوات بمفردها تعني «الآخرة» ورمزها النجمة.

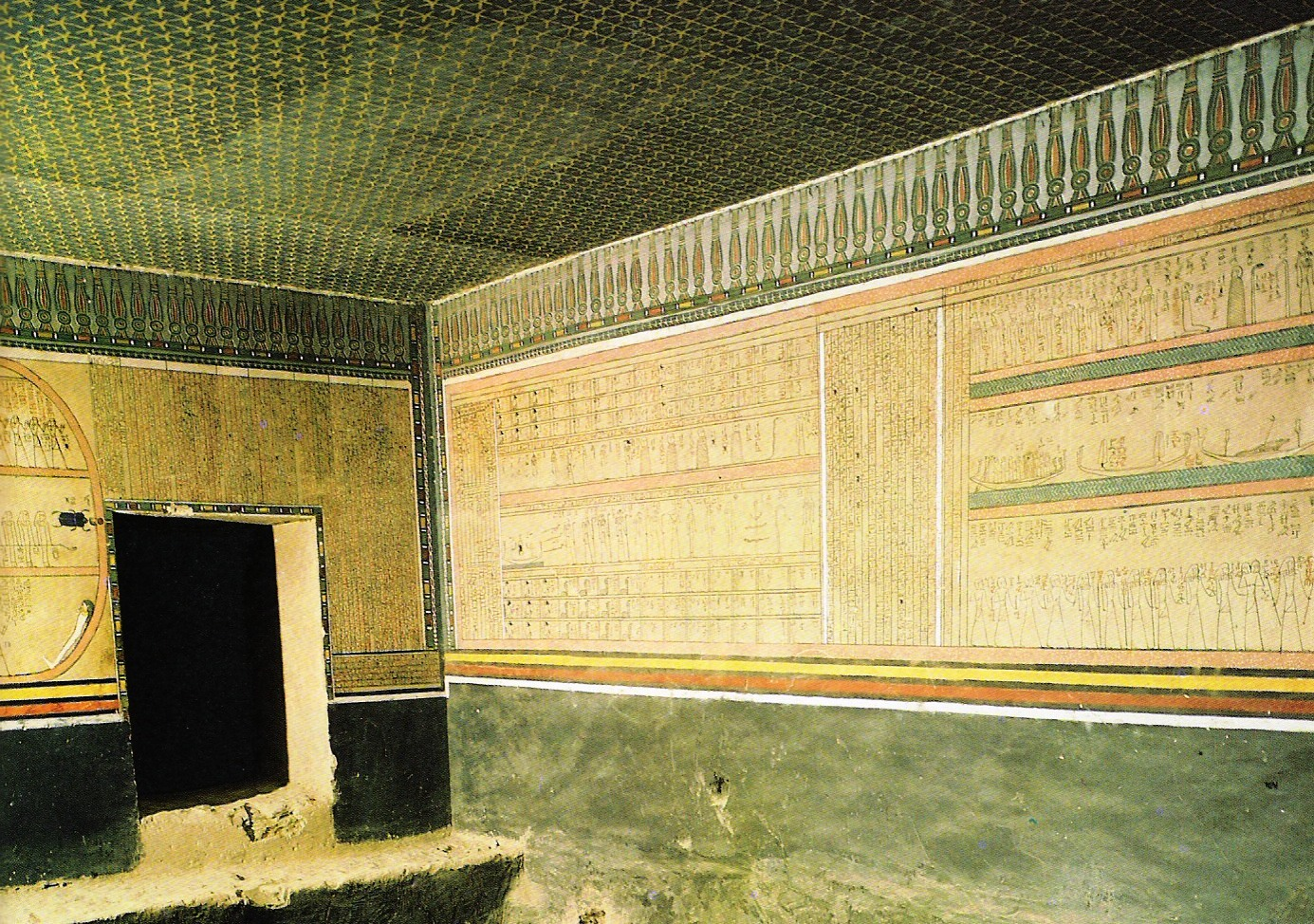
الساعتين 1 و 2 لليل في الـ دوات(من المقبرة 35)

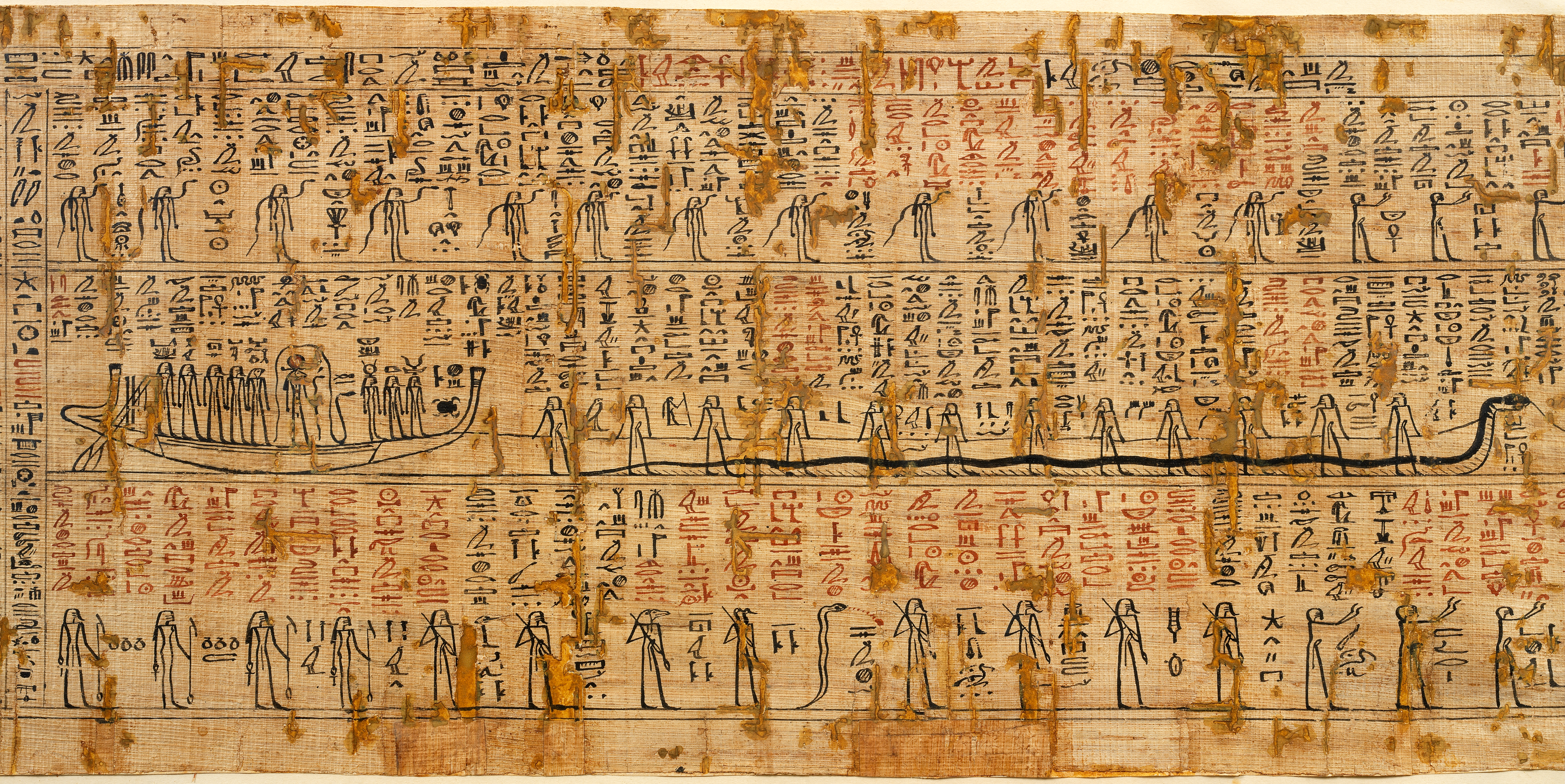
الساعة الثانية عشرة من الإمي دوات. لاحظ عمود الكتابة الرأسي الموجودة على اليسار، بالإضافة إلى مركب الشمس الموجودة في الصف الأوسط. (ترقيم كتالوج 1776، المتحف المصري بتورينو)

## تاريخه
يعرف منه نسختين واحدة تفصيلية وتسمى «كتاب الغرف المحجوبة»، أماكن الروح والآلهة والظل والصالحين، وأعمال رع للناس. مقدمة الكتاب نافور الجهة الغربية، والباب إلى الأفق الغربي، وينتهي بالظلام الأبدي الابتدائي "ككو سماو" . وما يجب معرفته عن الأرواح في العالم السفلي، وما فعله رع لهم، ومعرفة الأرواح المحجوبة، وما يجري خلال الساعات وآلهتها، ومعرفة كيف يناديها. يجب على المرء معرفة الأبواب والطرق (في طريقه إلى الآخرة) التي يتجول فيها الإله العظيم، ومعرفة مرور الساعات وآلهتها ومعرفة الصالحين الصادقين "ماعو خرو" ، ومعرفة الفاسدين العاصين الذي حكم عليهم بالفناء.
وهو يعتبر أقدم الكتابات المصرية القديمة عن الآخرة، وهو اختصار لكتاب كبير عن عالم الآخرة (دوات) طبقا لمعتقدات قدماء المصريين. يسمى الكتاب الكبير: «الكتاب عن الوجود في الدوات».
كان الكهنة يأخذون من النصوص القديمة التي يرجع تاريخها إلى عصر الدولة القديمة. ويعتبر باحث الآثار الألماني «يان أسمان» مواضيع كتاب الأمدوات بأنها تنتمي إلى «عبادة الشمس» في مصر القديمة.
وتربط باحثة الآثار «ألكسندرا فون ليفين» في هذا الشأن الرسومات الكروكية (رسومات بالخط الأسود بسيطة لأناس) بأشكال ترجع إلى عهد الأسرة السادسة. ونظرا لفساد المخطوطات القديمة في عهد المملكة المصرية الحديثة فكانت تعاد كتابتها. كما تعتمد طريقة كتابة الامدوات - بصرف النظر عن كتابات أخرى عن العالم الآخر - على الديانة المصرية القديمة التي كانت متبعة في منف.
كما ظلت كتابات الامدوات التي كتبت في عهد الدولة الحديثة كمرجع تنقل منها ما جاء من كتب عن الآخرة بعد ذلك، وهي تبني على ما جاء في كتاب الآخرة  (أمدوات).
كان الأمدوات (كتاب الآخرة) أصلا في خدمة الملك المتوفى بغرض تعريفه في مقبرته بالطريق في رحلة الآخرة. ولذلك وجدت منه نسخ في قبور الملوك وكذلك في قبور الموظفين المقربين في عهد الدولة الحديثة. وبعد ذلك فقط كان الأمدوات يوجد في قبور الكهنة. وكانت النصوص توجه إلى ما يشبه إله الشمس رع، أما بالنسبة للعامة فلم توجد في قبورهم كتب الآخرة.

## اكتشافه في الدولة الحديثة

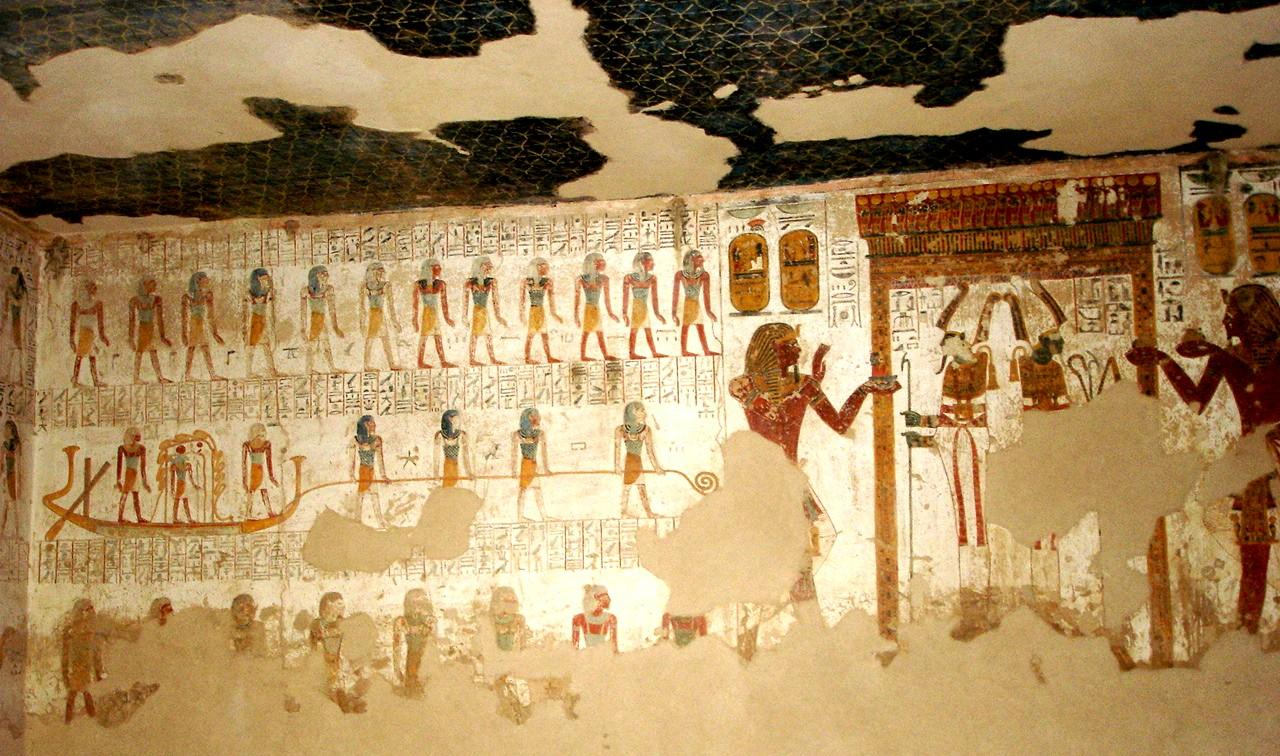
من كتاب الآخرة: رحلة رع منذ غروبه وعبوره بحر العالم السفلي أثناء الليل في مركبه الشمسي ثم عودة ظهورة في الأفق الشرقي وشروقه لبدء صباح جديد.

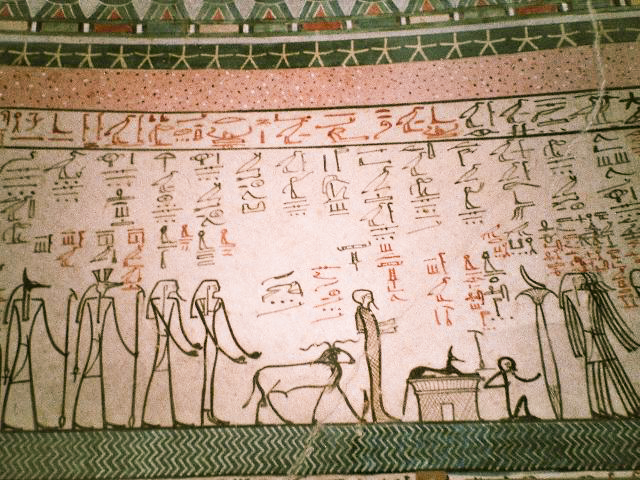
الساعة الثالثة. من المقبرة KV34.

اكتشف كتاب الآخرة (كتاب ما يحدث في العالم الآخر) لأول مرة في المقبر 20 الخاصة بـ تحتمس الأول. وهو يعتبر نسخة كاملة من كتب الآخرة المختصرة والمسهبة التاي عثر عليها بعد ذلك في قبور ملوك الدولة الحديثة. كما وجد الكتاب كاملا في مقبرة تحتمس الثالث (1504 - 1450 قبل الميلاد) في وادي الملوك وكذلك كان المتاب الذي عثر عليه في مقبر أمنحتب الثاني KV35 .
وقد وجدت على كتاب الموتى الخاص بتحتمس الثالث عنبارة تصف ما في الكتاب:
«الكتاب مفيد في السماء والأرض للمرء الذي يعرفه على الأرض: تحتمس الثالث، الصادق القول ماع خرو ، وهو أحج الذين يعرفونه».
وفي مقبر سيتي الأول (المقبرة 17) توجد عدة رسومات ملونة تصف ساعات الليل في الأمدوات. كما عثر على عدة مشاهد أخرى لدي: حتشبسوت، وأمنحتب الثالث وتوت عنخ آمون وآي، ورمسيس الثاني ومرنبتاح، وسيتي الثاني، ورمسيس الخامس ورمسيس التاسع. أما حورمحب ورمسيس الأول فقد استغنى عن كتاب الأمدوات  نظرا لتغير الديانة خلال فترة العمارنة التي أسسها إخناتون وهي عبادة آتون بدلا من أمون والآلهة المتعددة الآخرين.

## محتويات الكتاب

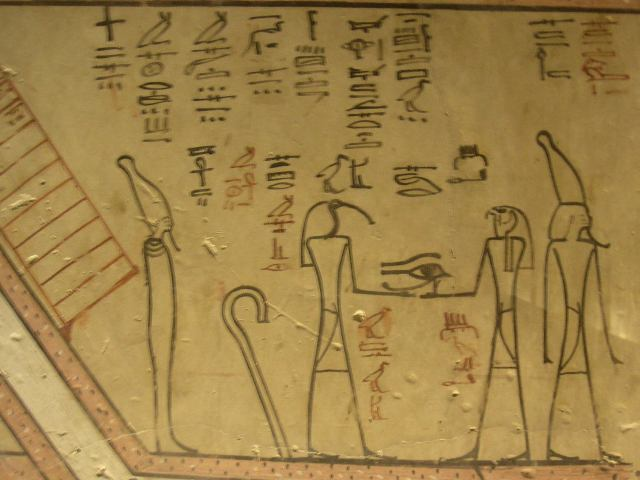
الساعة الرابعة من الليل في الدوات (مقبرة تحتمس الثالث).

الكتاب مقسم إلى 12 جزء تصف الإثنى عشر ساعة في الليل في الآخرة ع، وتصف رحلة إله الشمس رع في العالم السفلي بقارب. ويشترك فيها 908 من الكائنات الإلهية، يذكر منها بالإسم 124 يشتركون مع رع في رحلة الغروب. وتوصف المسافة التي يعبرها رع خلال انتقاله في الدوات نحو 39.000 كيلومتر (وهي تقريبا محيط الأرض الذي نعرفه اليوم). وليس معروفا كيف عين المصريون القدماء تلك المسافة.
ويقابل رع خلال رحلته الليلية عوائقا مختلفة، ينجح هو ومن معه في التغلب عليها. وأكثر الأعداء على هذا الطريق تشكله الأفعي أبوفيس التي تظهر في الساعة السابعة، ويتغلب عليها «الساحر الكبير» الذي يمثله الإله ست ويحمي رع وأتباعه منها.
ولا تشغل محاكمة الموتى في «قاعة الحقيقة الكاملة» الأحداث الرئيسية في الأمدوات. فمحتويات «كتاب الآخرة» (أمدوات) تصف أحداثا متتابعة مصورة في 12 شكل، تبين تتابع آلهة الغتنتي عشر ساعة، يظهر في كل منها الإله الخاص بتلك الساعة من ساعات الليل، وكل صورة مزودة بنص يشرحها.

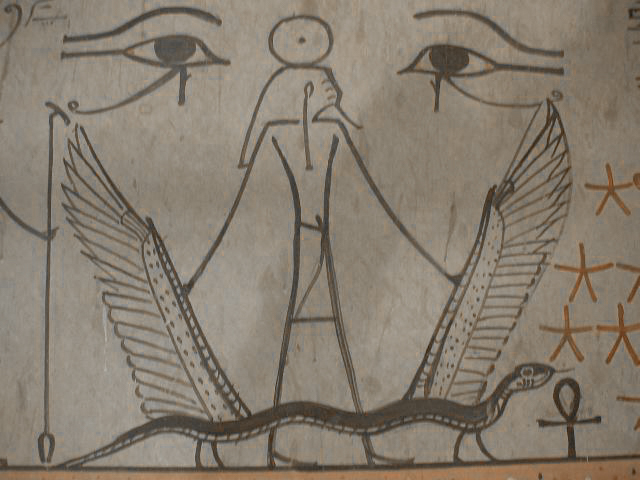
الساعة 11 من الليل (مقبرة تحتمس الثالث.)

ويحتوي كتاب الأخرة أيضا على بعض النصوص المعروفة منذ القدم الممثلة في نصوص الأهرامات منذ عهد الدولة القديمة. وتدل الأبحاث على انتماء تلك النصوص المذكورة في عهد الدولة الحديثة إلى النصوص القديمة التي كانت موجودة في العصور القديمة، وعلى الاقل خلال عهد الدولة الوسطى. ويحتوي كتاب الأمدوات على الموضوعات التالية:
نص «يجب معرفة سكان العالم السفلي، والكائنات المحجوبة، والأبواب والطرق، التي يمر عليها الإله العظيم، ويجب معرفة ما يفعل، ومعرفة ساعات الليل وآلهتها، ومعرفة مجريات الساعات وآلهتها، ومعرفة تعويذات البراءة لدى رع، ومعرفة كيف يناديهم، ومعرفة الصالحين النامين والمنتهين (بالفناء).» [6]

## ساعات الليل
| w | S | m | t | HAt · t · Z1 | Z3 | x · X1 · f | w | A14A | Z3 | r · a · ra · Z1 | A40 | N14 |

| w | S | m | t | HAt · t · Z1 | Z3 | x · X1 · f | w | A14A | Z3 | r · a · ra · Z1 | A40 | N14 |

| S · z | Aa18 | A | t · Y1 | m | a · k · t | A24 | nb | A40 | s | N14 |

| S · z | Aa18 | A | t · Y1 | m | a · k · t | A24 | nb | A40 | s | N14 |

| d · n | t&T30 | bA | Z1 | Z3 | N14 |

| d · n | t&T30 | bA | Z1 | Z3 | N14 |

| wr · r · X1 | m | s | xrp | x | m | w | A40 | Z2 · Y1 | N14 |

| wr · r · X1 | m | s | xrp | x | m | w | A40 | Z2 · Y1 | N14 |

| z · k | m | t · D54 | Hr · ib · t | w | i | A | P1 · z | N14 |

| z · k | m | t · D54 | Hr · ib · t | w | i | A | P1 · z | N14 |

| m | z · p · r | i | i | t | i · r | a · t | U4 · a | t | w | D54 · Z2 | N14 |

| m | z · p · r | i | i | t | i · r | a · t | U4 · a | t | w | D54 · Z2 | N14 |

| x · z · f | T · D54 | h | i | A | k · I14 | H | s | q · T30 | n · H · M15 | A | Aa2 | Hr · Z1 | I14 | N14 |

| x · z · f | T · D54 | h | i | A | k · I14 | H | s | q · T30 | n · H · M15 | A | Aa2 | Hr · Z1 | I14 | N14 |

| nb · t | w | SA | A | N2 | N14 |

| nb · t | w | SA | A | N2 | N14 |

| dwA | w | t · t · pr | B1 | m | a · k | t · D40 | nb · z | dwA |

| dwA | w | t · t · pr | B1 | m | a · k | t · D40 | nb · z | dwA |

| d · n · d | i | i | t | A24 | w | H | s | q · t · T30 | A | d | A24 | ib · Z1 | A13 | dwA |

| d · n · d | i | i | t | A24 | w | H | s | q · t · T30 | A | d | A24 | ib · Z1 | A13 | dwA |

| s | b | sbA | w | i | i | t · sbA | ra | nb · t | w | i | A | P1 |

| x · z · f | t · D40 | s | b | i | i | A13 | m | pr · r · t · D54 | Z2 · f | sbA · ra | A40 |

| s | b | sbA | w | i | i | t · sbA | ra | nb · t | w | i | A | P1 |

| x · z · f | t · D40 | s | b | i | i | A13 | m | pr · r · t · D54 | Z2 · f | sbA · ra | A40 |

| mA · ir | t | nfr | Z1 · Z2 | nb · z | sbA |

| mA · ir | t | nfr | Z1 · Z2 | nb · z | sbA |

تؤتي ويكيبيديا الإنجليزية بالوصف المكمل التالي للساعات:
في الساعة 1 يدخل إله الشمس في الأفق الغربي «آخت» الذي ينقل بين النهار والليل. ويعبر في الساعتين 2 و 2 بحر كبير ومياه أوزوريس. وفي الساعة الرابعة يصل إلى ساحل رملي صعب يتبع سوكر، صقر العالم السفلي المقدس ثم يعترضه طريق معرج يمينا ويسارا فيجتازه بنجاح وهو على قارب الثعبان. في الساعة الخامسة بصل إلى مقبرة أوزوريس ويوقد أسفلها بركة من النار. يغطي المقبرة هرم وتعتليه الإلهتين ايزيس وأختها نفتيس، يعلوانه في هيئة حدأتين تصليين.
وفي الساعة السادسة يحدث أهم أحداث العالم السفلي، حيث تتوحد با، روح رع مع جسمه أو بالتبادل مع البا من أوزوريس في داخل دائرة تشكلها الحية محن. خلال هذا الحدث تستعيد الشمس كيانها من جديد، وهي فترة ذات أهمية كبيرة وأخطار جسيمة، حيث تأتي بعدها الساعة السابعة حيث الثعبان الفظيع أبوفيس قابعا في الانتظار، وتأتي إيزيس لترويضها وتسادها في ذلك سرقت (إلهة العقرب). وبعد ذلك يفتح إله الشمس باب المقبرة في الساعة 8 ويترك الجزيرة الرملية التابعة لسوكار بالتجديف بشدة والعودة إلى المياه في الساعة 9 . في الساعة 10 تستمر عملية الانتعاش من خلال الانغماس في المياه حتى الساعة 11، حيث تستعيد عين الإله رؤيتها (وهذه هي علامة على صحته وسلامته) وعودة نشأته جديد. ويدخل الإله الأفق الشرقي في الساعة 12 ليكون مستعدا للشروق وبدء يوم جديد.

## انتشار الكتاب
يشكل كتاب الآخرة (أمودات) جزءا أساسيا في تزيين جدران مقبرة ملكية في عهد المملكة المصرية الحديثة، كما وجده منه قليلا في قبور الموظفين الكبار في الدولة. وخلال الحقبة الوسطية الثالثة فكان يكتب على ورق البردي، ووجد أيضا في قبور الموظفين الكبار. كما وجدت منه نصوص مكتوبة على التابوت من الخارج والداخل حتى الأسرة 30 على الأقل. وبينما كتب كاملا خلال الأسرة 18، فكانت تكتب فيه بعض الساعات فقط في الأسرات التي تلت.

## مقابر وجد فيها كتاب الآخرة
الأسرة الثامنة عشر:
- تحتمس الأول، مقبرة KV38: نسخة لنص قديم
- حتشبسوت، مقبرة KV20
- تحتمس الثالث، مقبرة تحتمس الثالث KV34 : نسخة كاملة
- أمنحتب الثاني، مقبرة KV35: نسخة كاملة
- أمنحتب الثالث، مقبرة KV22: نسخة كاملة ولكن تعرضت للرطوبة
- توت عنخ آمون، مقبرة توت عنخ آمون KV62: وصف الساعة الأولى فقط
- آي، مقبرة KV23 : الساعة الأولى فقط

الأسرة التاسعة عشر:
- سيتي الأول، مقبرة KV17: وصف الإحدى عشر ساعة الأولى،
- ست ناختي، مقبرة KV14: الساعات 6 و 7 و 8 و9 ,
- رمسيس الثاني، مقبرة KV7: الساعات 1 و 2 و 4 و 5 و 6 و 7 و 8 و 12
- مرنبتاح، المقبرة KV8: الساعات 3 و 4 و5 و 10 و 11
- سيتي الثاني، مقبرة KV15: الساعات 2 و 3 و 4 و5
- سبتاح، مقبرة KV47: كتاب غير كامل،

الأسرة العشرين:
- رمسيس الثالث، مقبرة KV11: الساعتين 4 و5
- رمسيس السادس، مقبرة KV9, مثل رمسيس الخامس: الساعات 11 الأولى
- رمسيس التاسع، مقبرة KV6: الساعات 2 و 3 و 4

## اقرأ أيضا
- التاسوع المقدس
- كتاب الموتى
- نصوص الأهرام
- ماعت
- أنوبيس
- أوزوريس
- عميمت

## وصلات خارجية
- The Book of Am-Tuat by Wallis Budge
- The Book of What's in Hell translated by Jacob Rabinowitz
- The Book of the Hidden Chamber
- The Book of Am-Tuat (Readable HTML format with Illustrations)
- list of deities in the Book of What is in the Netherworld

1. ↑  Jan Assmann: Stein und Zeit: Mensch und Gesellschaft im Alten Ägypten. Fink, München 2003, ISBN 3-7705-2681-3, S. 63.